# Fusil-mitrailleur Type 64/TUL-1
 (mars 2018).

Silhouette du TUL-1 muni d'un chargeur tambour

Le fusil-mitrailleur Type 64 est un   dérivé hypertrophié de l'AK-47 qui fut fabriqué en Corée du Nord puis au Nord Viet-nam sous le nom de TUL-1

## Présentation technique
- Les Arsenaux Nord-coréens inventèrent un RPK à canon démontable et carcasse en acier forgé, le FM TUL-1, principalement utilisé par le Viêtcong (1964-1975).
- Il utilise la crosse, le canon et le bipied du FM Type 62 local associé à la carcasse du fusil Type 58.
- Le FM  vietnamo-nord-coréenne mesure ainsi 105 cm avec un canon de 59 cm pour une masse de 5,5 kg (environ 7 kg en ordre de combat).
- Sa munition est le 7,62 x 39 mm d'usage courant dans les APC et APV.
- Ses chargeurs de forme demi-lunaire ou de type tambour ont une capacité de 30, 40 ou 75 cartouches.
- Sa cadence de tir est de 600 coups par minute.
- Enfin, sa portée pratique est de 500 environ.

## Le TUL-1 au combat
Peu diffusé, , il fut surtout utilisé lors du conflit vietnamien.